# 巴甫利夫卡 (伊林齐市镇)

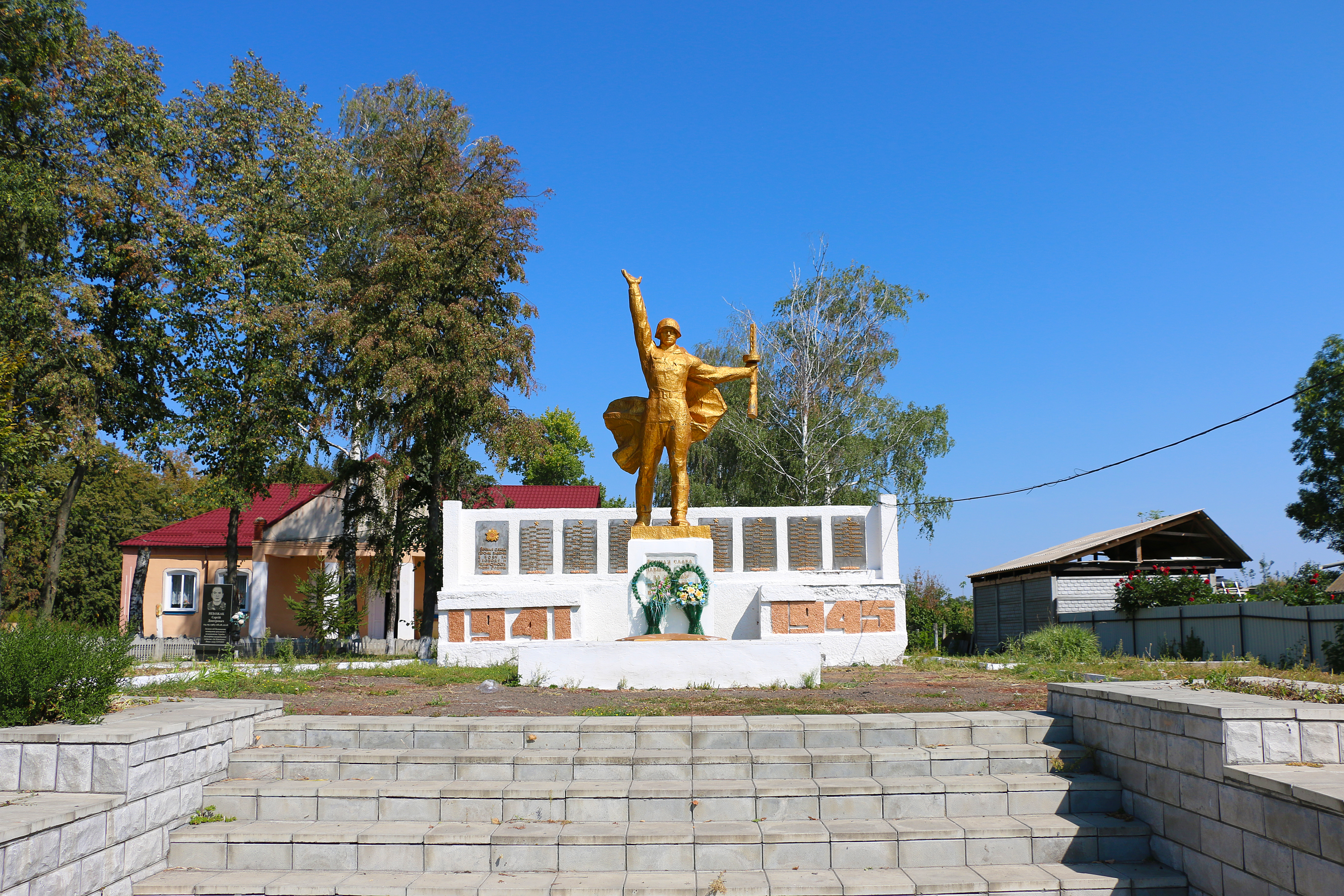
英雄纪念碑

巴甫利夫卡（烏克蘭語：Павлівка），是烏克蘭西南部文尼察州文尼察區伊林齐市镇内的村落。始建於1750年，面積2平方公里，2001年人口606，人口密度每平方公里303人。